# 加斯波爾茨霍芬
加斯波爾茨霍芬是奥地利上奥地利州格里斯基尔兴县的一个市镇。总面积40.6平方公里，总人口3597人，人口密度88.6人/平方公里（2005年）。